# Sphodropsis
Sphodropsis is een geslacht van kevers uit de familie van de loopkevers (Carabidae). De wetenschappelijke naam van het geslacht is voor het eerst geldig gepubliceerd in 1887 door Seidlitz.

## Soorten
Het geslacht Sphodropsis omvat de volgende soorten:
- Sphodropsis babusarensis Casale, 1988
- Sphodropsis deuvei Casale & Ledoux, 1996
- Sphodropsis elegans Coiffait, 1962
- Sphodropsis elongatulus Casale, 1983
- Sphodropsis ghilianii (Schaum, 1858)
- Sphodropsis heinzi Casale, 1982
- Sphodropsis nouristanensis Casale & Ledoux, 1996
- Sphodropsis pakistanus Casale, 1982
- Sphodropsis physignathus Andrewes, 1937